# جورج بيندكت سلون
جورج بيندكت سلون (بالإنجليزية: George Benedict Sloane) هو شخصية أعمال أمريكي، ولد في 3 أبريل 1898 في نيويورك في الولايات المتحدة، وتوفي في 15 يوليو 1958.